# Dragoș Neagu
Dragoș Neagu, född den 28 februari 1967 i Bukarest i Rumänien, är en rumänsk roddare.
Han tog OS-silver i tvåa utan styrman i samband med de olympiska roddtävlingarna 1988 i Seoul.